# 파이게임
《파이게임》은 《하루 3컷》, 《금요일》, 《머니게임》 등을 연재한 적이 있던 대한민국의 웹툰 작가 배진수의 네이버 웹툰이며, 머니게임의 후속작이다.
전작 머니게임에는 상금과 시간에 제한이 있었다면 이번에는 상금에는 제한이 없으며, 시간 역시 종료 조건만 있을 뿐 끝이 정해져 있지 않다.

## 줄거리
머니게임에서 8호실을 배정받았던 주인공의 독백으로 시작해 다시 게임 참가 결정을 하며 이야기가 시작된다. 파이게임은 저번 게임과는 다르게 잔여 시간 동안 밀실에서 버티면 그 시간만큼 상금이 쌓인다고 한다. 또한 전과는 달리 식음료는 방 안에서 공짜로 제공되며, 그 외의 모든 물품들은 광장에서 살 수 있다.
생방송 〈파이게임〉에 참가해 주셔서 진심으로 감사 드립니다.
〈파이게임〉이란 본 스튜디오에서 생방송으로 진행되는 리얼 버라이어티 쇼의 이름이며 시청자는 다국적의 회원들로 구성되어 있습니다.
[ 본 게임의 진행 룰은 아래와 같습니다. ]
- 상금은 시간 경과에 따라 자동으로 적립됩니다.
- 메인 스튜디오에 있는 인터폰을 통해 식음료를 제외한 어떤 물건이든 구매 가능 합니다.
- 식음료는 매일 무상으로 지급됩니다.

[ 본 게임의 패널티 룰은 아래와 같습니다. ]
- 참가자들은 자정부터 오전 8시까지 본인의 룸 안에 상주해야 합니다.
- CCTV를 장기간 의도적으로 가리면 안 됩니다.
- 프라이빗 룸에서 받거나 생성한 어떤 것이라도 방 밖으로 가져나가선 안됩니다. 메인 홀을 깨끗이 사용해 주세요.
- 위 패널티 룰을 어길시 잔여 시간의 절반이 차감됩니다.

[ 본 게임의 종료 룰은 아래와 같습니다. ]
- 잔여 시간이 0이 되었을 경우.
- 참가자가 사망하였을 경우.

지금까지. 〈파이게임〉의 룰을 소개해 드렸습니다.
참가를 결정하셨다면 원하시는 층의 카드를 취득해 주세요. 카드에 적힌 숫자가 본인의 방이 됩니다.
불참을 결정하셨다면 마련된 소정의 교통비를 받으신 후 집으로 귀가하시면 됩니다.
부디 충분한 시간을 가지고 참가/불참 여부를 결정해 주시기 바랍니다.

게임이 끝나는 조건은 잔여 시간이 모두 소진되었거나 참가자 중 한 명이라도 죽었을 경우로, 주인공은 3층을 택하고 규칙에 대한 숙지를 해 본다. 그리고 계산 결과 상금이 약 5분당 만 원이 쌓인다는 사실을 알아낸다. 환호도 잠시, 처음 주어진 잔여 시간이 24시간이었다는 것을 깨닫고는 시간을 늘리는 방법을 알아야 한다며 광장으로 나와 보지만 오히려 시간은 8시간 넘게 늘어 있었다.
광장에 모인 참가자들은 물품 구입이 시간 소모로 이뤄진다는 것을 알아낸다. 하지만 준다던 식사를 받은 사람이 없어 서로 어리둥절해 하던 찰나 7층 여성이 자기는 도시락과 물을 11개씩이나 받았다고 밝히면서 결국 아랫층이 식사를 하려면 무조건 윗층으로부터 받아야 하는 서열 구조가 이 게임의 함정이었음을 모두 깨닫게 된다. 조금 마찰은 있었지만 원래 많이 먹지 않는 7층이 10개를 내려주기로 하고, 나머지 인원들도 돌아가면서 하나씩만 먹는 날을 정한다.
구조적인 불평등을 차지해도 저 갯수로는 일반적인 하루 식사량을 충족하기 어려웠기에 유독 식욕이 강했던 5층 남성이 다른 사람들에게도 남는 도시락이라도 줄 수 있냐며 부탁하는 일도 일어나 1층과 6층 남성, 그리고 3층 본인이 자신들의 방으로 와서 나눠 먹을 수 있도로 호의를 베푼다. 하지만 게임 시작 6일째에 3층은 자기 방에 내려온 도시락이 2개뿐인 것을 확인하고, 우선 자신의 도시락을 포기하고 내려보내면서 5층에 따지러 갔지만 상황을 전혀 모르는 듯한 눈치를 보고 5층의 소행은 아니라고 짐작한다.
참고로 본인도 처음부터 도시락이 6개밖에 없어서 좀 이상하기는 했다는 5층의 증언과 6층의 배신 가능성이 없다는 것으로 7층이 범인이라는 것을 깨달은 3층은 7층으로 올라갔지만 인기척은 없었고, 이미 광장에서 소동이 벌어지고 있었다. 사건의 전말은 7층이 도시락 종류가 다양해서 그냥 하나씩 먹어 보고 싶어서 3개나 가져간 것. 심지어 조금씩만 먹고 남은 건 그냥 버렸다. 그녀는 그동안 자기가 배급 권한을 양보해 줬으니 한 번 그랬던 걸로 불화가 생겨야 겠냐며 되레 따지고, 일이 폭력 사태로 번지려고 하자 4층 남성이 7층 대신 맞으며 겨우 진정된다.
이후 7층이 폭주할 우려도 6층이 물품 구매 내역 공유와 가계부 작성에 대한 전원 합의를 통해 막았다. 그리고 3층과 6층의 유대 관계에 또 한 명이 더 들어오게 되는데, 7층의 도시락 사태가 일어날 때 주인공이 도시락을 양보한 것을 2층 여성이 알게 된 데다가 때마침 흡연자라는 공통점도 있어 더욱 가까워졌다.
다만 언제부터인가 시간이 늘어나지 않아 70시간 가량까지 늘어났던 게 22시간밖에 남지 않은 상황에 오게 된다. 모두 시간을 늘리는 방법을 고민하다가 7층이 옷 한 벌을 사게 해 준 대가로 자신이 알아낸 방법을 알려주는데, 이는 바로 '땀'을 흘리는 것이었다. 그녀는 게임 시작 며칠 동안 자신이 상의 탈의를 했을 때 누군가가 성관계를 즐겼다거나 서로 게임에 대해 파악하느라 이리저리 돌아다니면서 시간이 늘어났다는 점을 파악했다.
다 같이 운동을 하여 시간이 늘어난 것을 확인한 참가자들은 체력 고갈 방지를 위하여 2명씩 24시간어치 운동을 하는 날을 정하기로 한다. 문제는 역시 하반신 장애가 있었던 1층과 7층. 결국 이것이 무리라고 판단되어 체력도 적당하고 여태 기여한 게 없다고 생각한 4층 본인이 1층 것까지 대신하겠다고 자청한다. 이후 방의 물품을 아랫층으로 이동시키는 게 가능하다는 것을 안 1층은 다른 참가자들의 쓰레기 봉투를 맡는 역할을 자청해 씁쓸한 방법이긴 해도 유휴 노동력에서 벗어난다.
게임이 시작된 지 어느덧 17일째가 되면서 3층은 상금이 5천만을 돌파했다면서 쾌재를 불렀지만 지난 머니게임의 최종 결과였던 -5억이 어떻게 돌아올지도 몰라 혹시나 하는 싱점으로 5억 이상을 기준 목표로 잡았다. 하지만 방마다 누적 상금이 다르다는 사실이 밝혀지면서 참가자들 사이에 갈등이 다시 생긴다. 높은 곳일수록 더 적은 시간 동안 많은 상금을 얻을 수 있는 구조였던 것. 이렇게 되면 아랫층의 입장에선 같은 노동량으로도 더 적은 상금을 받는 게 문제가 되며, 윗층은 물품 구입이 공유 시간으로 이뤄지므로 같은 물건도 더 비싸게 사는 것이나 다름없다는 게 문제가 된다.

## 연재 현황
네이버 웹툰에서 2020년 7월 5일부터 매주 월요일에 연재된다.